# 살라와트 율라예프
살라바트 율라예프(바시키르어: Салауат Юлаев, 러시아어: Салават Юлаев 1756년 6월 16일 — 1800년 10월 8일)는 바슈키리야의 국가적인 영웅이자, 푸가초프의 반란을 맡은 사람 중 하나이다. 그는 종종 유명한 시에 나오기도 한다. 그는 테케예보라는 마을에서 태어났지만, 이 마을은 사라졌다. 1775년에 불에 타버렸기 때문이다. 그리고 유명한 시인이었다. 현재 바슈키르 공화국의 많은 것들은 하키팀인 살라바트 율라예프 우파와 살라바트 등 팀과 도시를 포함해서 율라예프의 이름이 붙여져 있다.